# Penelope Wilsonová
Penelope Wilsonová je britská egyptoložka. Vyučuje egyptologii na katedře archeologie na Durhamské univerzitě ve Velké Británii. Je členkou Centra pro studium starověkého Středomoří a Blízkého východu. Je také ředitelkou společného projektu Durhamské univerzity, Egypt Exploration Society a Nejvyšší rady pro památky Egypta.